# Ville-d'Avray
Ville-d'Avray är en kommun i departementet Hauts-de-Seine i regionen Île-de-France i norra Frankrike. Kommunen ligger i kantonen Chaville som tillhör arrondissementet Boulogne-Billancourt. År 2022 hade Ville-d'Avray 10 871 invånare.

## Befolkningsutveckling
Antalet invånare i kommunen Ville-d'Avray
| Referens: INSEE |